# Premio al miglior regista (Festival di Karlovy Vary)
Il Premio al miglior regista è un premio assegnato al Festival di Karlovy Vary al miglior regista dei film in concorso nella selezione ufficiale.
Non è stato assegnato nel periodo tra il 1960 e il 1992.

## Albo d'oro
| Anno      | Film                                                            | Regista                             | Nazione          |
| --------- | --------------------------------------------------------------- | ----------------------------------- | ---------------- |
| 1948      | I migliori anni della nostra vita (The Best Years of Our Lives) | William Wyler                       | Stati Uniti      |
| 1949      | Le point du jour                                                | Louis Daquin                        | Francia          |
| 1950      | Zukovskij                                                       | Vsevolod Pudovkin                   | Unione Sovietica |
| 1951      | ...E mi lasciò senza indirizzo (Sans laisser d'adresse)         | Jean-Paul Le Chanois                | Francia          |
| 1952      | Achtung! Banditi!                                               | Carlo Lizzani                       | Italia           |
| 1952      | Frauenschicksale                                                | Slatan Dudow                        | Germania Est     |
| 1953      | il Festival non ha avuto luogo                                  |                                     |                  |
| 1954      | O Canto do Mar                                                  | Alberto Cavalcanti                  | Brasile          |
| 1955      | il Festival non ha avuto luogo                                  |                                     |                  |
| 1956      | Gli anni che non ritornano (La meilleure part)                  | Yves Allégret                       | Francia          |
| 1957      | Un uomo sui binari (Czlowiek na torze)                          | Andrzej Munk                        | Polonia          |
| 1957      | Piccoli e grandi (Veliki i mali)                                | Vladimir Pogacic                    | Jugoslavia       |
| 1958      | Ordine segreto del III Reich (Nachts, wenn der Teufel kam)      | Robert Siodmak                      | Germania         |
| 1960-1992 | premio non assegnato                                            |                                     |                  |
| 1994      | Peshavarskiy vals                                               | Timur Bekmambetov e Gennadi Kayumov | Russia           |
| 1995      | The Kingdom - Il regno (Riget)                                  | Lars von Trier                      | Danimarca        |
| 1996      | Haggyállógva Vászka                                             | Péter Gothár                        | Ungheria         |
| 1997      | Portraits chinois                                               | Martine Dugowson                    | Francia          |
| 1998      | Le coeur au poing                                               | Charles Binamé                      | Francia          |
| 1999      | Blokpost                                                        | Aleksandr Rogozhkin                 | Russia           |
| 2000      | Il fantasma del Maresciallo Tito (Maršal)                       | Vinko Brešan                        | Croazia          |
| 2001      | Chico                                                           | Ibolya Fekete                       | Ungheria         |
| 2002      | Khaled                                                          | Asghar Massombagi                   | Canada           |
| 2003      | La finestra di fronte                                           | Ferzan Özpetek                      | Italia           |
| 2004      | León y Olvido                                                   | Xavier Bermúdez                     | Spagna           |
| 2005      | Mój Nikifor                                                     | Krzysztof Krauze                    | Polonia          |
| 2006      | Reprise                                                         | Joachim Trier                       | Norvegia         |
| 2007      | Kunsten å tenke negativt                                        | Bård Breien                         | Norvegia         |
| 2008      | Plennyy                                                         | Alexei Uchitel                      | Russia           |
| 2009      | Whisky mit Wodka                                                | Andreas Dresen                      | Germania         |
| 2010      | Neka ostane medju nama                                          | Rajko Grlić                         | Slovenia         |
| 2011      | Ni à vendre ni à louer                                          | Pascal Rabaté                       | Francia          |
| 2012      | Camion                                                          | Rafaël Ouellet                      | Canada           |
| 2013      | Líbánky                                                         | Jan Hrebejk                         | Rep. Ceca        |
| 2014      | Szabadesés                                                      | György Pálfi                        | Ungheria         |
| 2015      | Babai                                                           | Visar Morina                        | Kosovo           |
| 2016      | Nocno zivljenje                                                 | Damjan Kozole                       | Rep. Ceca        |
| 2017      | The Line                                                        | Peter Bebjak                        | Slovacchia       |
| 2018      | Vsechno bude                                                    | Olmo Omerzu                         | Rep. Ceca        |